# Unione Sportiva Triestina Calcio 2001-2002
Questa pagina raccoglie le informazioni riguardanti l'Unione Sportiva Triestina Calcio nelle competizioni ufficiali della stagione 2001-2002.

## Stagione
Nella stagione 2001-2002 la Triestina disputa il girone A del campionato di Serie C1, raccoglie 53 punti con il quinto posto della classifica. Disputa e vince i Playoff ed è promossa in Serie B. Torna in Serie B dopo undici anni la Triestina di Ezio Rossi che si è fatta trovare al massimo, nel momento topico del torneo, la disputa dei Playoff. In campionato ha ottenuto 28 punti nel girone di andata e 25 punti nel ritorno, ma il capolavoro è arrivato a campionato finito, nella doppia semifinale ha superato lo Spezia, e nella doppia finale ha avuto la meglio sulla Lucchese, dopo i tempi supplementari. Con 6 reti in campionato ed uno nei Playoff, il miglior realizzatore dei giuliani è stato il difensore Alessandro Parisi, con 4 reti su calci di rigore. Nella Coppa Italia di Serie C gli alabardati hanno vinto il girone D di qualificazione, eliminando dal torneo il Padova, il Mestre, il Thiene e l'Alto Adige, poi nei sedicesimi di finale la squadra giuliana è uscita dal torneo, eliminata nel doppio confronto dal Treviso.

## Divise e sponsor
La Triestina ha la maglia rossa alabardata, con calzoncini bianchi. Lo Sponsor sulle maglie è: Banca Popolare Friulandria, mentre lo Sponsor tecnico è: Errea.

## Rosa
| N. |                   | Ruolo | Calciatore           |
| -- | ----------------- | ----- | -------------------- |
|    | Italia (bandiera) | A     | Elvis Abbruscato     |
|    | Italia (bandiera) | D     | Michele Bacis        |
|    | Italia (bandiera) | A     | Eder Baù             |
|    | Italia (bandiera) | D     | Gianluca Birtig      |
|    | Italia (bandiera) | C     | Andrea Boscolo       |
|    | Italia (bandiera) | C     | Massimiliano Caliari |
|    | Italia (bandiera) | A     | Francesco Ciullo     |
|    | Italia (bandiera) | C     | Gianluca Crocetti    |
|    | Italia (bandiera) | C     | Luca Cortellazzi     |
|    | Italia (bandiera) | A     | Alessandro De Poli   |
|    | Italia (bandiera) | D     | Jacopo Dei Rossi     |
|    | Italia (bandiera) | C     | Loris Del Nevo       |

| N. |                   | Ruolo | Calciatore            |
| -- | ----------------- | ----- | --------------------- |
|    | Italia (bandiera) | A     | Manolo Gennari        |
|    | Italia (bandiera) | A     | Mirco Gubellini       |
|    | Italia (bandiera) | C     | Filippo Masolini      |
|    | Italia (bandiera) | P     | Angelo Pagotto        |
|    | Italia (bandiera) | D     | Alessandro Parisi     |
|    | Italia (bandiera) | D     | Luca Pinton           |
|    | Italia (bandiera) | P     | Andrea Pinzan         |
|    | Italia (bandiera) | C     | Nicola Princivalli    |
|    | Italia (bandiera) | D     | Paolo Scotti          |
|    | Italia (bandiera) | D     | Massimiliano Tangorra |
|    | Italia (bandiera) | D     | Emanuele Venturelli   |
|    | Italia (bandiera) | C     | Michael Zago          |

## Risultati

### Serie C1

#### Girone di andata
| Arbitro: | Niccolai (Livorno) |

|               |           |           |
| S. Marini 50’ | Marcatori | 35’ Bacis |

| Arbitro: | Sacco (Civitavecchia) |

|             |           |  |
| Gennari 19’ | Marcatori |  |

| Arbitro: | Ferraro (Crotone) |

|             |           |         |
| Beretta 17’ | Marcatori | 89’ Baù |

| Arbitro: | Tonolini (Milano) |

|                                              |           |                   |
| Scotti 45’ (rig.) Venturelli 48’ Gennari 76’ | Marcatori | 32’, 50’ Aglietti |

| Arbitro: | Rubino (Salerno) |

|            |           |            |
| Cavalli 1’ | Marcatori | 59’ Scotti |

| Arbitro: | Liberti (Genova) |

|                |           |                  |
| A. Maniero 72’ | Marcatori | 90+1’ Abbruscato |

| Arbitro: | Ciancaleoni (Foligno) |

|  |           |           |
|  | Marcatori | 78’ Jadid |

| Arbitro: | Romeo (Verona) |

|  |           |                                        |
|  | Marcatori | 30’ (rig.), 36’ I. Protti 61’ Saverino |

| Arbitro: | Giannoccaro (Lecce) |

|               |           |                          |
| Tarantino 71’ | Marcatori | 34’ Gubellini 45’ Parisi |

| Arbitro: | Mariuzzo (Venezia) |

|                                  |           |  |
| Parisi 14’ (rig.) Abbruscato 83’ | Marcatori |  |

| Arbitro: | Ponzalli (Firenze) |

|                          |           |                                  |
| Botteghi 10’ (rig.), 78’ | Marcatori | 30’ Abbruscato 41’, 80’ Del Nevo |

| Arbitro: | De Marco (Chiavari) |

|                |           |  |
| Venturelli 47’ | Marcatori |  |

| Treviso 25 novembre 2001 13ª giornata | Treviso             | 0 – 0 | Triestina | Stadio Omobono Tenni\| Arbitro: \| Giannoccaro (Lecce) \| |
| Arbitro:                              | Giannoccaro (Lecce) |       |           |                                                           |

| Arbitro: | Girardi (San Donà di Piave) |

|           |           |                          |
| Bacis 53’ | Marcatori | 15’, 68’ Pisano 90’ Coti |

| Arbitro: | Mariuzzo (Venezia) |

|                                  |           |                                  |
| Alfieri 8’ (rig.) M. Massaro 52’ | Marcatori | 34’ (rig.) Parisi 73’ Abbruscato |

| Arbitro: | Carlucci (Molfetta) |

|             |           |                  |
| Gennari 90’ | Marcatori | 42’ Fava Passaro |

| Arbitro: | Cenni (Imola) |

|  |           |              |
|  | Marcatori | 89’ Tangorra |

#### Girone di ritorno
| Arbitro: | Valensin (Milano) |

|                    |           |  |
| Baù 66’ Ciullo 88’ | Marcatori |  |

| Arbitro: | Giammillaro (Messina) |

|              |           |             |
| Foschini 25’ | Marcatori | 48’ De Poli |

| Arbitro: | Battistella (Conegliano) |

|                   |           |  |
| Groppi 81’ (aut.) | Marcatori |  |

| Arbitro: | Belloli (Bergamo) |

|                |           |  |
| Clementini 37’ | Marcatori |  |

| Arbitro: | Ioseffi (Siena) |

|                     |           |            |
| Masolini 58’ (rig.) | Marcatori | 32’ Melosi |

| Arbitro: | Vicinanza (Albenga) |

|  |           |              |
|  | Marcatori | 11’ Ginestra |

| Lumezzane 17 febbraio 2002 24ª giornata | Lumezzane           | 0 – 0 | Triestina | Nuovo Stadio Comunale\| Arbitro: \| De Marco (Chiavari) \| |
| Arbitro:                                | De Marco (Chiavari) |       |           |                                                            |

| Arbitro: | Giannoccaro (Lecce) |

|             |           |               |
| Saverino 8’ | Marcatori | 7’ Abbruscato |

| Arbitro: | M. Mazzoleni (Bergamo) |

|                        |           |  |
| Gennari 70’ Ciullo 86’ | Marcatori |  |

| Arbitro: | Nicoletti (Macerata) |

|             |           |  |
| Bertani 36’ | Marcatori |  |

| Arbitro: | Pantana (Macerata) |

|                   |           |  |
| Parisi 22’ (rig.) | Marcatori |  |

| Arbitro: | Ferraro (Crotone) |

|  |           |                                      |
|  | Marcatori | 23’ (rig.) Parisi 42’, 90+1’ Gennari |

| Trieste 7 aprile 2002 30ª giornata | Triestina           | 0 – 0 | Treviso | Stadio Nereo Rocco\| Arbitro: \| De Marco (Chiavari) \| |
| Arbitro:                           | De Marco (Chiavari) |       |         |                                                         |

| Arbitro: | Romeo (Verona) |

|                                        |           |            |
| Pisano 22’ Menolascina 76’ Florean 87’ | Marcatori | 52’ Parisi |

| Arbitro: | Tagliavento (Terni) |

|                                 |           |               |
| Boscolo 45+3’ Ciullo 66’, 90+4’ | Marcatori | 5’ M. Massaro |

| Arbitro: | Rocchi (Firenze) |

|                       |           |                        |
| Fava Passaro 49’, 80’ | Marcatori | 44’ Boscolo 88’ Ciullo |

| Arbitro: | P.S. Mazzoleni (Bergamo) |

|                                |           |                                    |
| Ciullo 35’ Masolini 61’ (rig.) | Marcatori | 58’ (rig.) Cancellato 88’ A. Galli |

### Playoff
| Arbitro: | M. Mazzoleni (Bergamo) |

|                       |           |  |
| Parisi 12’ Ciullo 63’ | Marcatori |  |

| Arbitro: | Brighi (Cesena) |

|            |           |  |
| Pisano 61’ | Marcatori |  |

| Arbitro: | De Marco (Chiavari) |

|              |           |  |
| Baù 21’, 80’ | Marcatori |  |

| Arbitro: | Carlucci (Molfetta) |

|                                  |           |                                              |
| Marianini 16’, 43’ Carruezzo 58’ | Marcatori | 29’ Del Nevo 105’ (rig.) Gennari 117’ Ciullo |

### Coppa Italia Serie C

#### Girone D
| Arbitro: | Brighi (Cesena) |

|                    |           |         |
| Polesel 28’ (rig.) | Marcatori | 26’ Baù |

| Arbitro: | Belloli (Bergamo) |

|                                        |           |  |
| Bacis 18’ Boscolo 21’ Abbruscato 90+1’ | Marcatori |  |

| Arbitro: | Lambertini (Bologna) |

|           |           |  |
| Cosaro 1’ | Marcatori |  |

| Arbitro: | Battistella (Conegliano) |

|                                 |           |             |
| Abbruscato 20’, 52’ Gennari 59’ | Marcatori | 51’ Carbone |

| 29 agosto 2001 5ª giornata |  | – Turno di riposo Triestina |  |  |

#### Sedicesimi di finale
| Arbitro: | Brunialti (Trento) |

|                 |           |                            |
| Cortellazzi 13’ | Marcatori | 37’ (rig.), 86’ Bortoluzzi |

| Arbitro: | P.S. Mazzoleni (Bergamo) |

|                                |           |                   |
| Memmo 45’ (rig.) Borriello 89’ | Marcatori | 87’ (rig.) Parisi |